# Liste der Bodendenkmäler in Obernburg am Main
Auf dieser Seite sind die Bodendenkmäler in der unterfränkischen Stadt Obernburg am Main zusammengestellt. Diese Tabelle ist eine Teilliste der Liste der Bodendenkmäler in Bayern. Grundlage ist die Bayerische Denkmalliste, die auf Basis des Bayerischen Denkmalschutzgesetzes vom 1. Oktober 1973 erstmals erstellt wurde und seither durch das Bayerische Landesamt für Denkmalpflege geführt wird. Die folgenden Angaben ersetzen nicht die rechtsverbindliche Auskunft der Denkmalschutzbehörde.

## Bodendenkmäler der Gemeinde Obernburg am Main

### Bodendenkmäler in der Gemarkung Eisenbach
| Lage                 | Objekt | Akten-Nr.     | Bild |
| -------------------- | --- | ------------- | ---- |
| Eisenbach (Standort) | Bestattungsplatz mit Grabhügeln vorgeschichtlicher Zeitstellung. | D-6-6120-0087 |      |
| Eisenbach (Standort) | Bestattungsplatz mit Grabhügel vorgeschichtlicher Zeitstellung. | D-6-6120-0088 |      |
| Eisenbach (Standort) | Kapellenwüstung des späten Mittelalters und der frühen Neuzeit im Bereich des Neustädter Hofes. | D-6-6120-0102 |      |
| Eisenbach (Standort) | Spätmittelalterliche und frühneuzeitliche Burgruine. | D-6-6120-0103 |      |
| Eisenbach (Standort) | Untertägige Teile des mittelalterlichen und frühneuzeitlichen befestigten Neustädter Hofes. | D-6-6120-0111 |      |
| Eisenbach (Standort) | Verebneter mittelalterlicher Turmhügel. | D-6-6120-0112 |      |
| Eisenbach (Standort) | Archäologische Befunde im Bereich der mittelalterlichen und frühneuzeitlichen Katholischen Pfarrkirche Johannes der Täufer von Eisenbach mit Körperbestattungen im ehemalige ummauerten Kirchhof; modern erweitert. | D-6-6120-0146 |      |
| Eisenbach (Standort) | Bestattungsplatz mit Grabhügel vorgeschichtlicher Zeitstellung. | D-6-6120-0149 |      |
| Eisenbach (Standort) | Bestattungsplatz mit Grabhügeln vorgeschichtlicher Zeitstellung. | D-6-6120-0150 |      |

### Bodendenkmäler in der Gemarkung Obernburg a.Main
| Lage                        | Objekt | Akten-Nr.     | Bild |
| --------------------------- | --- | ------------- | ---- |
| Obernburg a.Main (Standort) | Kastell der römischen Kaiserzeit. | D-6-6120-0067 |      |
| Obernburg a.Main (Standort) | Vicus der römischen Kaiserzeit und älteres Holz-Erde-Kastell. | D-6-6120-0068 |      |
| Obernburg a.Main (Standort) | Brandgräber der römischen Kaiserzeit. | D-6-6120-0070 |      |
| Obernburg a.Main (Standort) | Bestattungsplatz mit Brandgräbern der römischen Kaiserzeit. | D-6-6120-0071 |      |
| Obernburg a.Main (Standort) | Siedlung der römischen Kaiserzeit. | D-6-6120-0073 |      |
| Obernburg a.Main (Standort) | Limeswachturm der römischen Kaiserzeit. | D-6-6120-0074 |      |
| Obernburg a.Main (Standort) | Limeswachturm der römischen Kaiserzeit. | D-6-6120-0075 |      |
| Obernburg a.Main (Standort) | Siedlung der römischen Kaiserzeit. | D-6-6120-0076 |      |
| Obernburg a.Main (Standort) | Villa rustica der römischen Kaiserzeit. | D-6-6120-0077 |      |
| Obernburg a.Main (Standort) | Villa rustica der römischen Kaiserzeit. | D-6-6120-0078 |      |
| Obernburg a.Main (Standort) | Körpergräber der frühen Latènezeit. | D-6-6120-0080 |      |
| Obernburg a.Main (Standort) | Wüst gefallene Einsiedelei der frühen Neuzeit. | D-6-6120-0100 |      |
| Obernburg a.Main (Standort) | Vicus der römischen Kaiserzeit. | D-6-6120-0106 |      |
| Obernburg a.Main (Standort) | Archäologische Befunde des Mittelalters und der frühen Neuzeit im Bereich der Altstadt von Obernburg a.Main.                                                                         | D-6-6120-0138 |      |
| Obernburg a.Main (Standort) | Archäologische Befunde im Bereich der spätmittelalterlichen, in der frühen Neuzeit verstärkten Stadtbefestigung in Obernburg a.Main.                                                 | D-6-6120-0139 |      |
| Obernburg a.Main (Standort) | Archäologische Befunde im Bereich der mittelalterlichen und frühneuzeitlichen Vorgängerbauten der 1964 errichteten Katholischen Pfarrkirche St. Peter und Paul von Obernburg a.Main. | D-6-6120-0140 |      |
| Obernburg a.Main (Standort) | Archäologische Befunde im Bereich der mittelalterlichen, in der frühen Neuzeit erweiterten Katholischen Annakapelle in Obernburg a.Main mit ummauertem Friedhof.                     | D-6-6120-0141 |      |
| Obernburg a.Main (Standort) | Archäologische Befunde im Bereich der ehemalige frühneuzeitlichen Katholischen Wendelinuskapelle in Obernburg a.Main.                                                                | D-6-6120-0142 |      |
| Obernburg a.Main (Standort) | Archäologische Befunde des Mittelalters und der frühen Neuzeit im Bereich der Mühle bei Obernburg a.Main.                                                                            | D-6-6120-0144 |      |
| Obernburg a.Main (Standort) | Bestattungsplatz vorgeschichtlicher Zeitstellung mit Grabhügeln. | D-6-6120-0155 |      |